# Shaftesbury Theatre
Le Shaftesbury Theatre est un théâtre du West End sur Shaftesbury Avenue, à Londres.
La production actuelle est depuis 2025 Just for One Day (musical) (en).

## Productions notables
- The Fortune Teller (en) de Victor Herbert (1901)[1], avec dans le rôle titre la soprano Alice Nielsen.
- Mr Faint-Heart (1931)
- Orders Are Orders (1932)
- The Frog (1936)
- Summer Song (1956)
- The French Mistress (1959)
- How to Succeed in Business Without Really Trying (1963–64)
- Twang!! (1965–66)
- Hair (20 septembre 1968 – 20 juillet 1973)
- West Side Story (1974)
- They're Playing Our Song (1er octobre 1980 – 8 mai 1982)
- Two into One (1984)
- Follies (juillet 1987 – février 1989)
- Out of Order (1990)

## Productions récentes
- Kiss of the Spider Woman (20 octobre 1992 – 17 juillet 1993) de John Kander et Fred Ebb, avec Chita Rivera
- Carousel (16 septembre 1993 – 27 mars 1994) de Richard Rodgers et Oscar Hammerstein II
- Tommy (5 mars 1996 – 8 février 1997) de The Who et Des McAnuff
- Rent (12 mai 1998 – 30 octobre 1999) de Jonathan Larson
- Thoroughly Modern Millie (21 octobre 2003 – 26 juin 2004), avec Amanda Holden et Maureen Lipman
- Bat Boy: The Musical (27 août 2004 – 15 janvier 2005) de Keythe Farley, Brian Flemming et Laurence O'Keefe, avec Deven May
- The Far Pavilions (24 mars 2005 – 17 septembre 2005), avec Kulvinder Ghir
- Daddy Cool (15 août 2006 – 17 février 2007) de Frank Farian, avec Michelle Collins, Javine Hylton et Harvey Junior
- Fame: The Musical (4 mai 2007 – 1er septembre 2007) by Jacques Levy and Steve Margoshes, starring Ian Watkins and Natalie Casey
- Hairspray: The Musical (11 octobre 2007 – 28 mars 2010) de Marc Shaiman et Scott Wittman. Avec Michael Ball, Leanne Jones, Mel Smith et Tracie Bennett.
- Burn the Floor (21 juillet 2010 – 4 septembre 2010) avec Ali Bastian
- Flashdance (26 septembre 2010 – 15 janvier 2011)
- Comedy Rush (2 performances seulement : 24 février 2011 et 24 mars 2011)
- Derren Brown – Svengali (8 juin 2011 – 16 juillet 2011)
- Rock of Ages (27 septembre 2011 – 6 janvier 2013) transféré au Garrick Theatre
- Burn the Floor (11 mars 2013 – 30 juin 2013)
- From Here to Eternity the Musical (30 septembre 2013 – 29 mars 2014)
- The Pajama Game (2 mai 2014 – 13 septembre 2014)
- Memphis (9 octobre 2014 – 31 octobre 2015)
- The Illusionists – Witness the Impossible (14 novembre 2015 – 3 janvier 2016)
- Motown: The Musical (11 février 2016 – 20 avril 2019)
- & Juliet (2 novembre 2019 – 16 mars 2020, suspension due à la pandémie de Covid-19, puis 24 septembre 2021 – 25 mars 2023)
- Be More Chill (musical) (en) (30 Juin 2021 – 5 Septembre 2021)
- Mrs. Doubtfire (musical) (en) (12 mai 2023 – 26 avril 2025)
- Just for One Day (musical) (en) (15 mai 2025 – ...)